# زیردریایی یو-۱۸۰

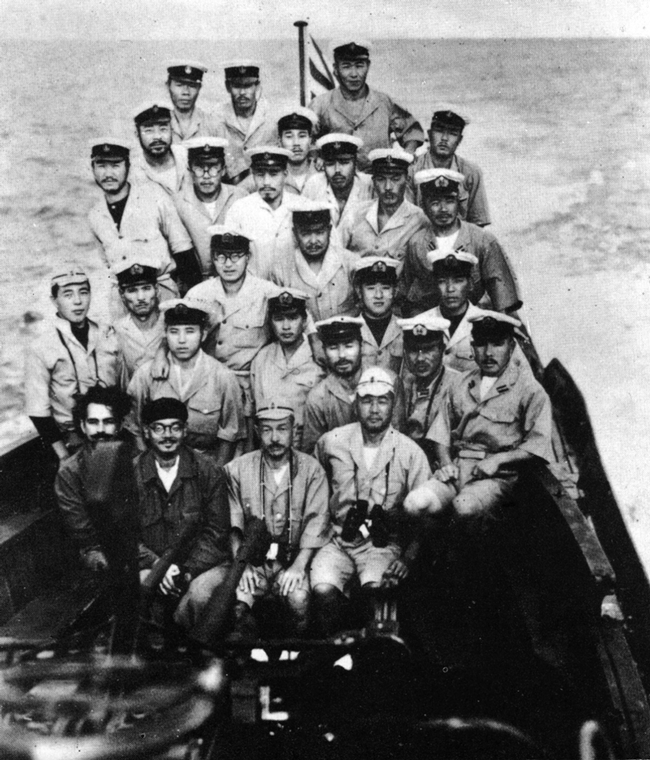
خدمه زیردریایی I-29 نیروی دریایی امپراتوری ژاپن قبل از پیاده شدن در سابانگ، سوماترا، که در آن زمان تحت اشغال ژاپن بود.

زیردریایی یو-۱۸۰ (به انگلیسی: German submarine U-180) یک زیردریایی بود که طول آن ۸۷٫۵۸ متر (۲۸۷ فوت ۴ اینچ) و ارتفاع آن ۱۰٫۲ متر (۳۳ فوت ۶ اینچ) بود. این زیردریایی در سال ۱۹۴۱ ساخته شد.